# Raba (Jénine)
Pour les articles homonymes, voir Raba.
Raba, en arabe : رابا, est un village du gouvernorat de Jénine en Palestine, dans le nord de la Cisjordanie. Selon le recensement du Bureau central palestinien des statistiques, la localité compte une population de 3 915 habitants en 2017.